# Antonio Puerta
Antonio Puerta Pérez (1984. november 26. – 2007. augusztus 28.) spanyol válogatott középpályás labdarúgó. A Sevilla FC-ben játszott a La Ligában. Jobb kamrai szív fejlődési zavartól szenvedett, 2007. augusztus 28-án hunyt el, három nappal azután, hogy sorozatban szívmegállási zavarokat szenvedett el, a Getafe CF elleni bajnoki mérkőzésen 2007. augusztus 25-én.

## Pályafutása
Puerta kisfiúként csatlakozott a Sevillához, és összesen 14 évet töltött a klubnál, a klub elismert ifjúsági akadémiáján nőtt fel, olyan játékosokkal, mint Sergio Ramos, Jesús Navas, Alejandro Alfaro és Kepa Blanco. A középpálya bal oldalán játszott, habár alkalmanként szerepelt balhátvédként is. A lenyűgöző teljesítményével elérte, hogy a nemzetközi elismerést, érdeklődött felőle az Arsenal, a Manchester United és a Real Madrid.
Puerta egyszer volt válogatott spanyol részről, a bemutatkozása 2006. október 6-án volt Svédország ellen a 2008-as labdarúgó-Európa-bajnokság selejtező mérkőzésén. Szerepelt a Spanyol U-21-es csapatban is.

## Halála
2007. augusztus 25-én Puerta elájult és elveszítette az eszméletét egy szívroham következtében, a Sevilla La Liga 2007-08-as szezon első mérkőzése alatt a hazai stadionjában, az Estadio Ramón Sánchez Pizjuán-ban a Getafe ellen. Lehajolt, és azután összeesett a csapata 16-osán belül. A csapattársa, Ivica Dragutinović és a klub orvosi stábja ezután rögtön odaszaladt, amint elveszítette az eszméletét.
Miután magához tért és lecserélték, Puerta újra elájult az öltözőben. Mentővel vitték kórházba, ahol újraélesztették. Az orvosok azt nyilatkozták, hogy az állapota súlyosbodott, amióta megérkezett a kórházba, és végül átvitték a sevillai Virgen del Rocio kórházba augusztus 28-án. Dr. Francisco Murillo nyilatkozta, hogy Puerta többszörös szervrendellenes működés szindrómát szenvedett el, és visszafordíthatatlan agykárosodást, melynek eredménye többszöri hosszú szívmegállás volt, amely gyógyíthatatlan, öröklött szív rendellenesség, mely jobb kamrai fejlődési zavarként ismert. Nincs hivatalos magyarázat, hogy vajon mindig beültethető defibrillátorral kellett volna-e játsznia.
Puerta szívproblémák miatti korai halála hasonló Marc-Vivien Foé-éhoz, Fehér Miklós-éhoz és Serginho-éhoz.
A barátnője az első gyermeküket várta. Antonio Puerta halálának eredményeként a Sevilla AEK Athén elleni UEFA Bajnokok Ligája-selejtezőjét elhalasztották. A klub is bejelentette, hogy egyperces gyászszünet fog megelőzni minden La Liga mérkőzést a szeptember 1./2-i hétvégén. Az UEFA bejelentése szerint a Sevilla Európai Szuper Kupa mérkőzését az AC Milan ellen augusztus 31-én, pénteken Antonio Puerta tisztelete előtt játszották le.
2008. június 29-én a spanyol válogatott Európa Bajnokságot nyert. Egykori csapattársa, Sergio Ramos, emléke előtt tisztelegve Antonio Puerta arcképével díszített pólóban ment fel a győzelmi emelvényre és vette át az aranyérmet.

## Díjak

### Klubcsapatban

#### Sevilla
- UEFA-kupa: 2005–2006 & 2006–2007
- UEFA Szuper Kupa: 2006
- Spanyol Szuper Kupa: 2007
- Spanyol Kupa: 2007
- Licursi Kupa: 2007